# 바드나가르
바드나가르( Vadnagar )는 인도 구자라트 주의 메사나 구에 있는 마을이자 최하위 행정구역이다. 메사나 시에서 대략 35km 정도 떨어져 있다. 고대 이름은 아나르타푸라였으며 아난다푸라로도 알려져 있다. 서기 640년에 현장이 방문한 불교 성지였다. 역사가이자 고고학자인 알렉산더 커닝엄은 아난다푸라를 바드나가르 마을과 동일한 것으로 보았다.
여러 고대 비문과 문학 자료에는 오늘날의 Vadnagar 주변 지역으로 확인된 Anartapura 또는 Anandapura라는 마을이 언급되어 있다. 서사시 마하바라타는 현재 구자라트 북부에 있는 아나르타 왕국을 언급한다. 구자라트에 대한 가장 오래된 Puranic 전설은 Anartha라는 왕에 관한 것이다. 이 마을은 Chamatkarapura라는 이름으로 Skanda Purana 의 Nagara Khanda의 Tirtha Mahatmya 섹션에 언급되어 있다. 서부 크샤트라파 왕 루드라다만 1 세의 주나 가드 암석 비문(서기 150년)에는 현재 구자라트 북부에 있는 "아나르타"(의미 없음)라는 지역이 언급되어 있다.
바드나가르의 구시가지는 아르준, 나디올, 아마르톨, 가스콜과 피토리의 6개 문이 있는 요새의 벽 내에 있다.
이 마을은 2022년 12월 유네스코 세계문화유산 잠정 목록에 추가되었다.

## 지리
바드나가르는 북위 23° 47′ 동경 72° 38′ / 북위 23.78°  동경 72.63° 에 위치한다. 평균 해발고도는 143미터(469피트)이다.

## 인구통계
2001년 기준 인도 인구조사에 따르면, 바드나가르의 인구는 14,097명의 남성과 13,693의 여성을 포함해 총 27,790명이었다. 이 마을의 여성 성비는 다른 주의 평균이 919인 것과 비교해 971이다. 게다가 바드나가르의 아동 성비는 구자라트 평균 890과 대조적으로 약 937이었다. 바드나가르의 평균 문해력은 80.53%로 전국 평균 78.03%보다 높다. 남성 문해력은 90.41%, 여성 문해력은 70.42%로 나타난다. 바드나가르에서 인구의 12.26%는 6세 미만이다.

## 언어
구자라트어가 가장 많이 쓰인다. 힌디어와 영어도 사용된다.

## 교통

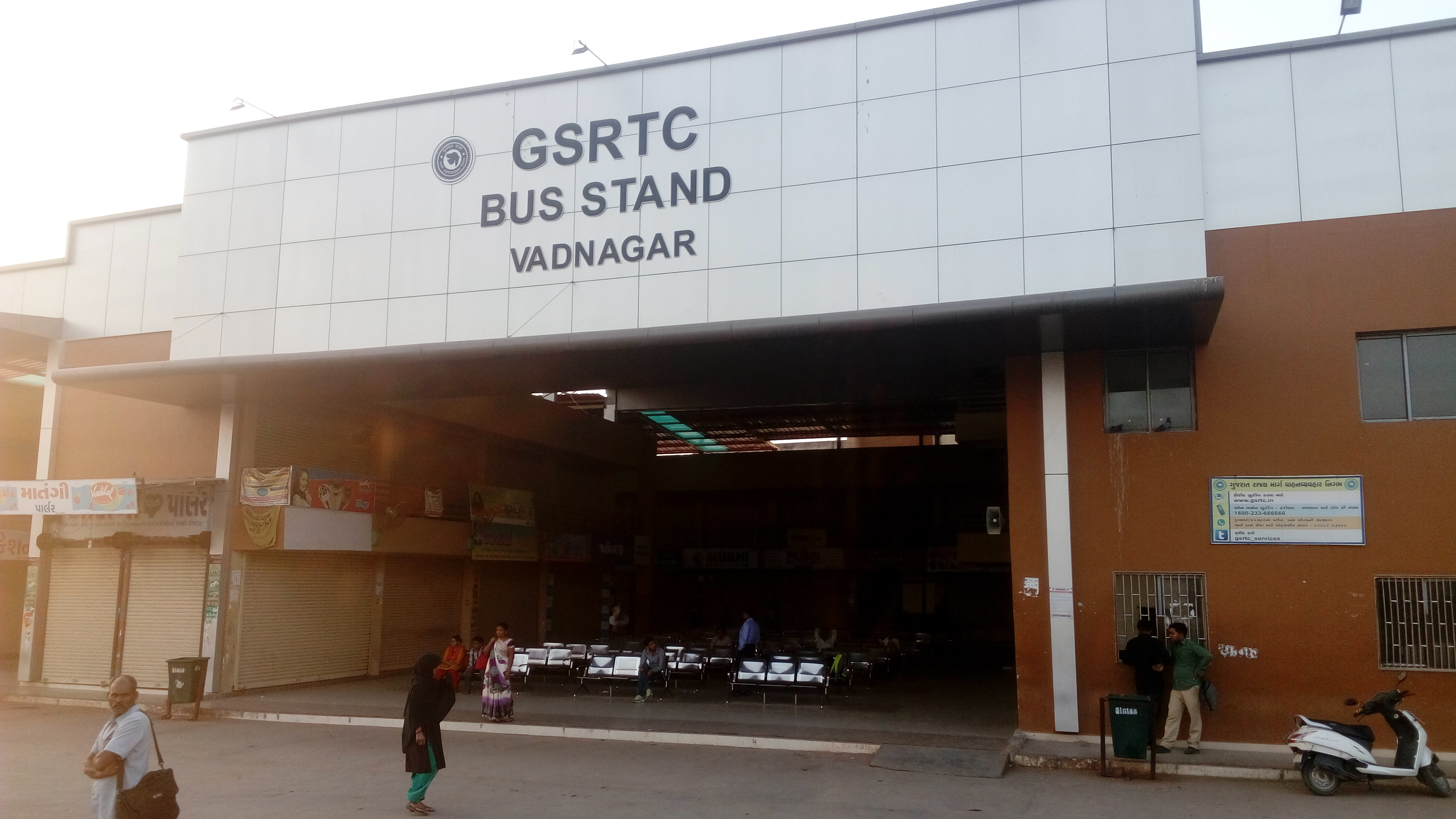
바드나가르 버스 정류장

바드나가르에는 버스 정류장과 기차역이 있다. 여기에서 구자라트의 모든 주요 도시로 가는 버스를 이용할 수 있다. 바드나가르역은 서부 철도 지역의 아메다바드 철도 구역 내의 철도 지선 마헤사나-타랑가 힐 선의 역이다.

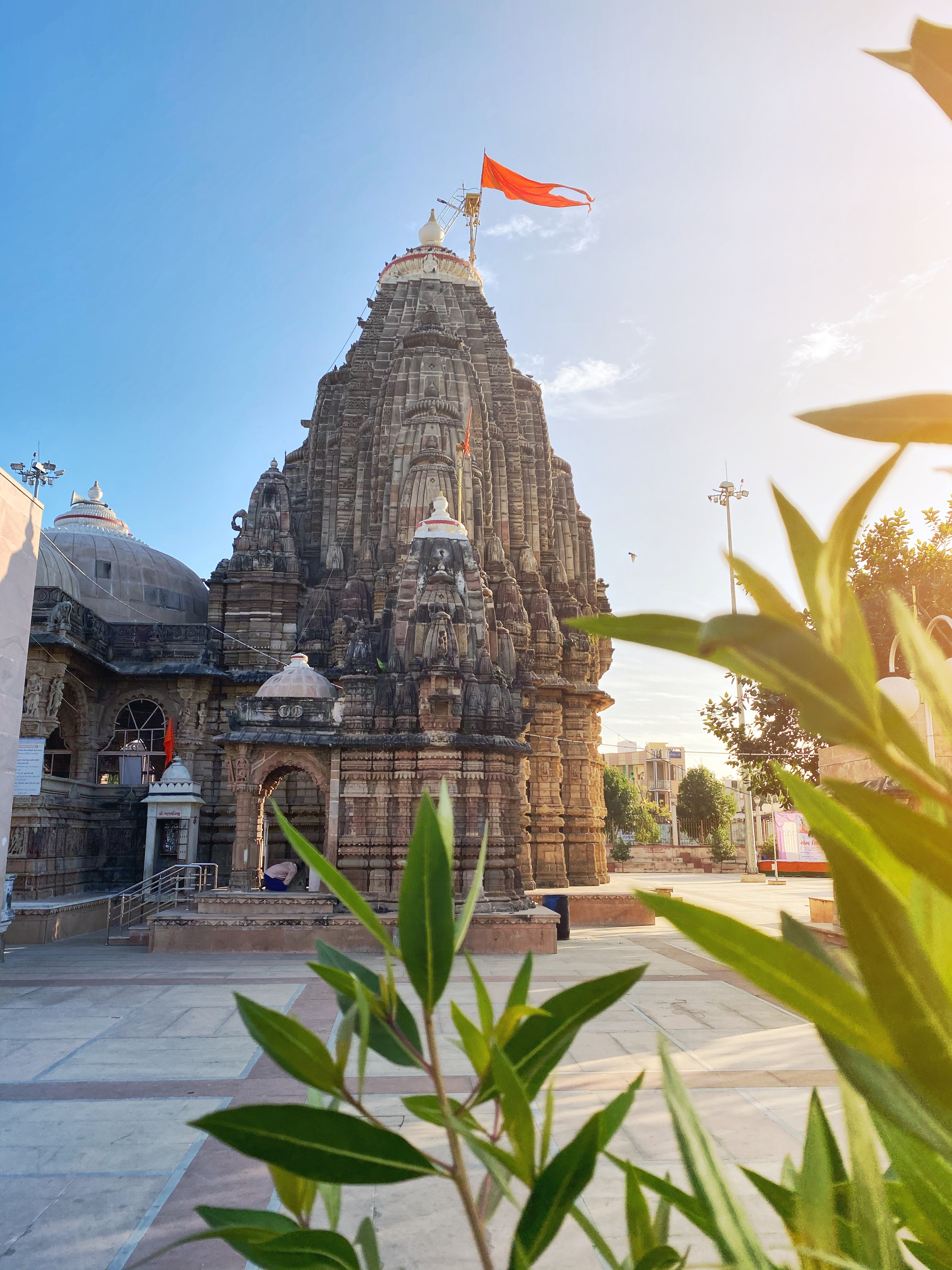
Hatkeshwar Mahadev 사원

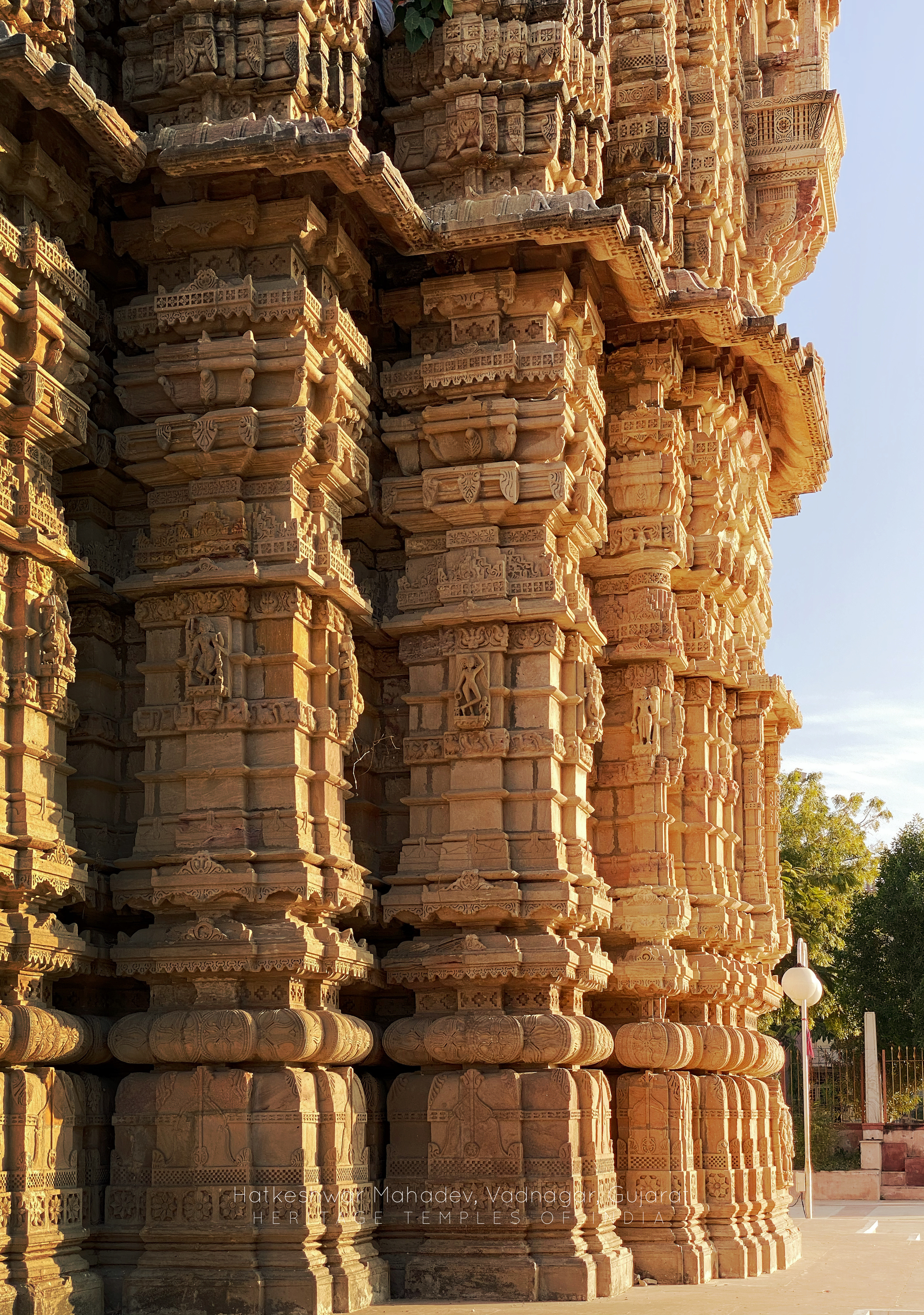
핫케슈와르 마하데브 사원
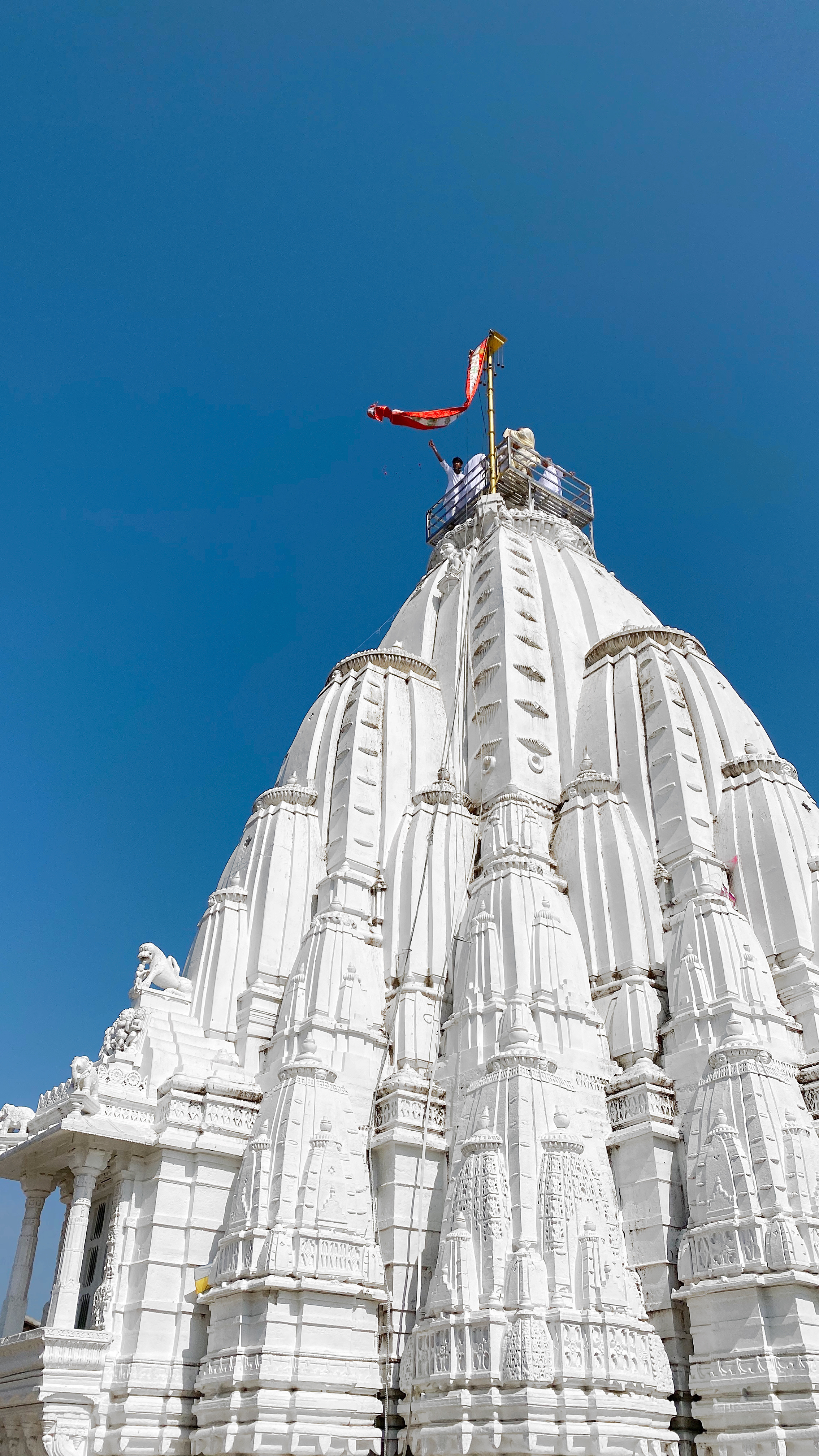
하티 자이나교 사원
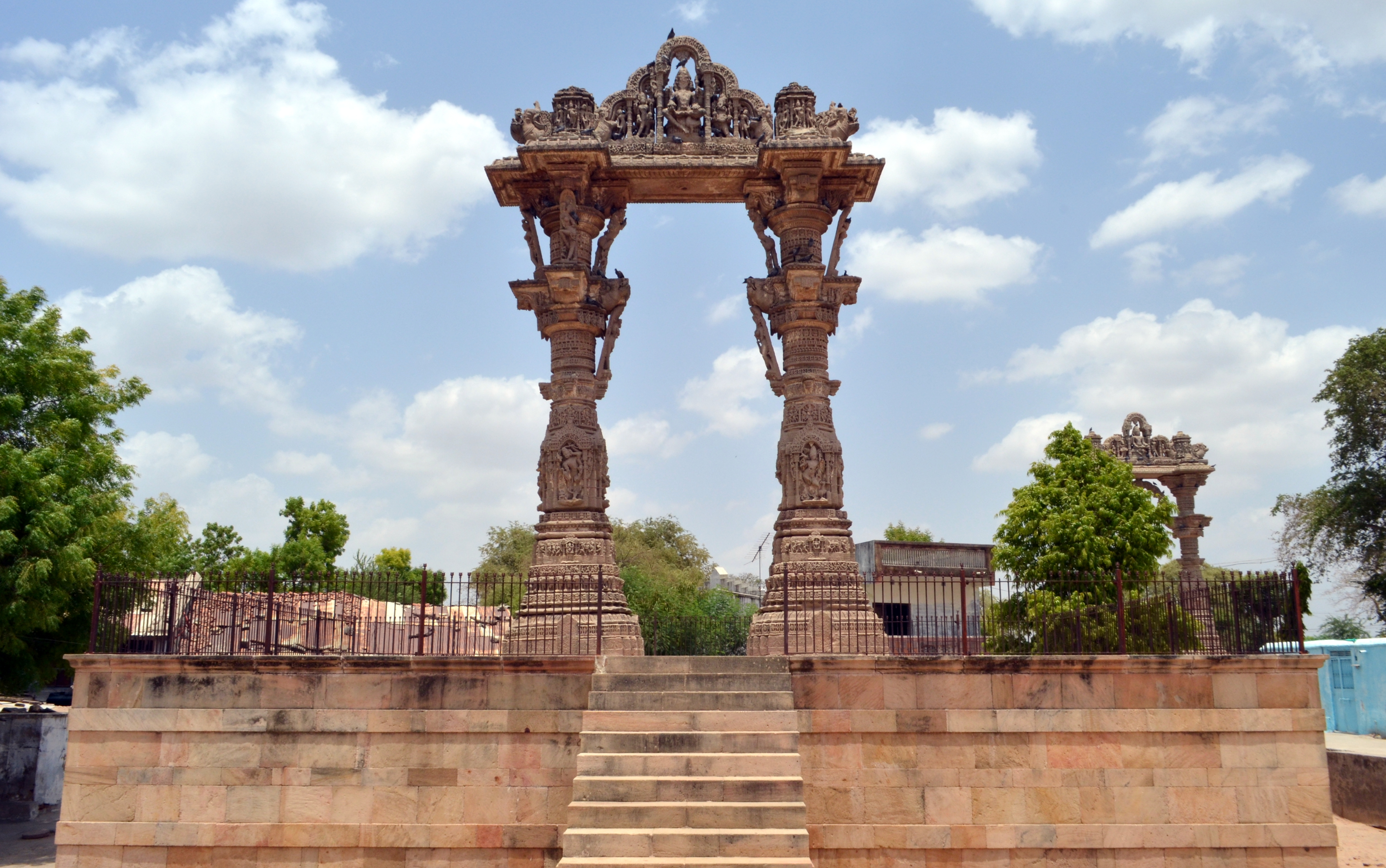
키르티 토란
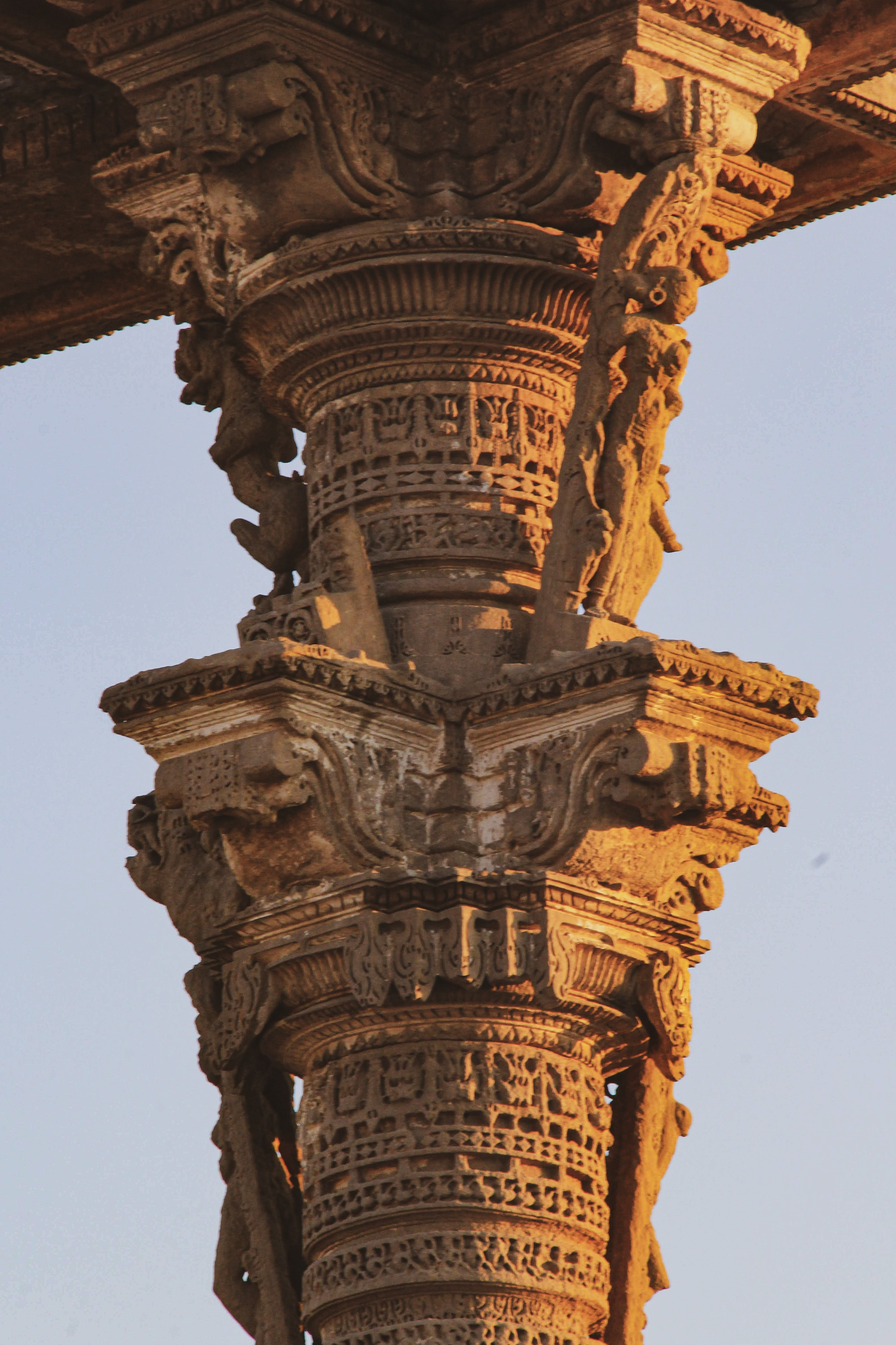
키르티 토란
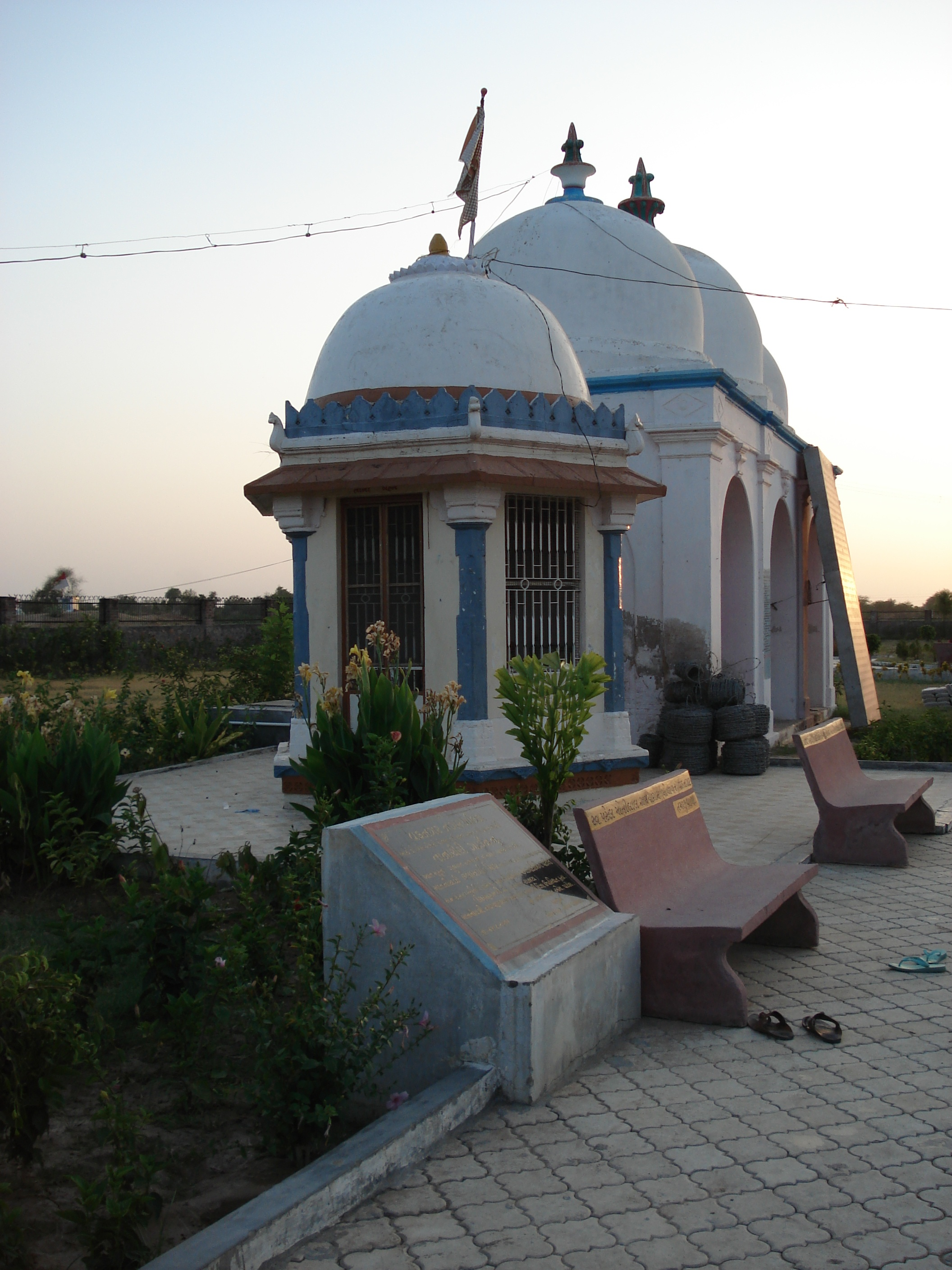
타나 리리 정원과 신사
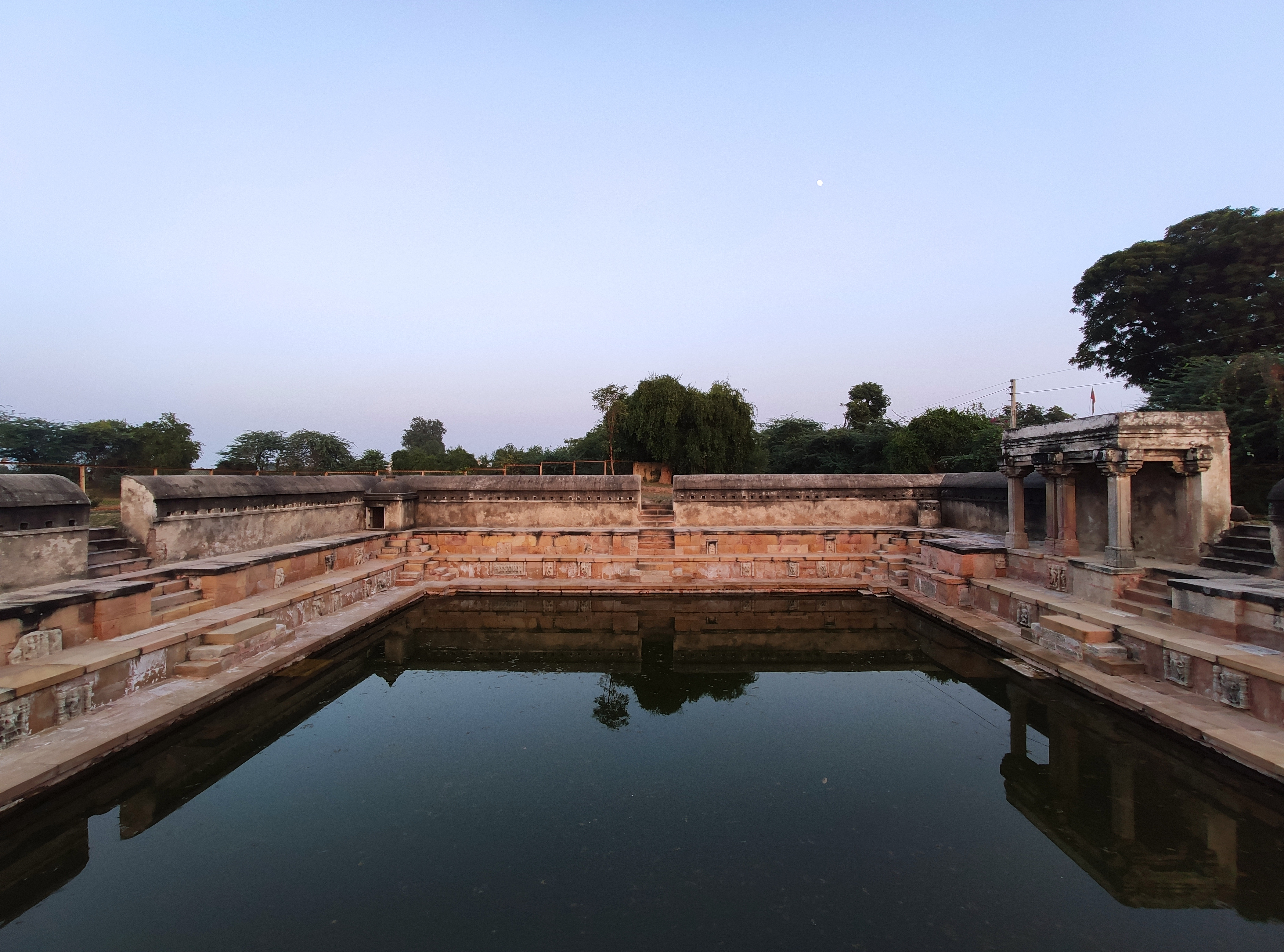
구리쿤드
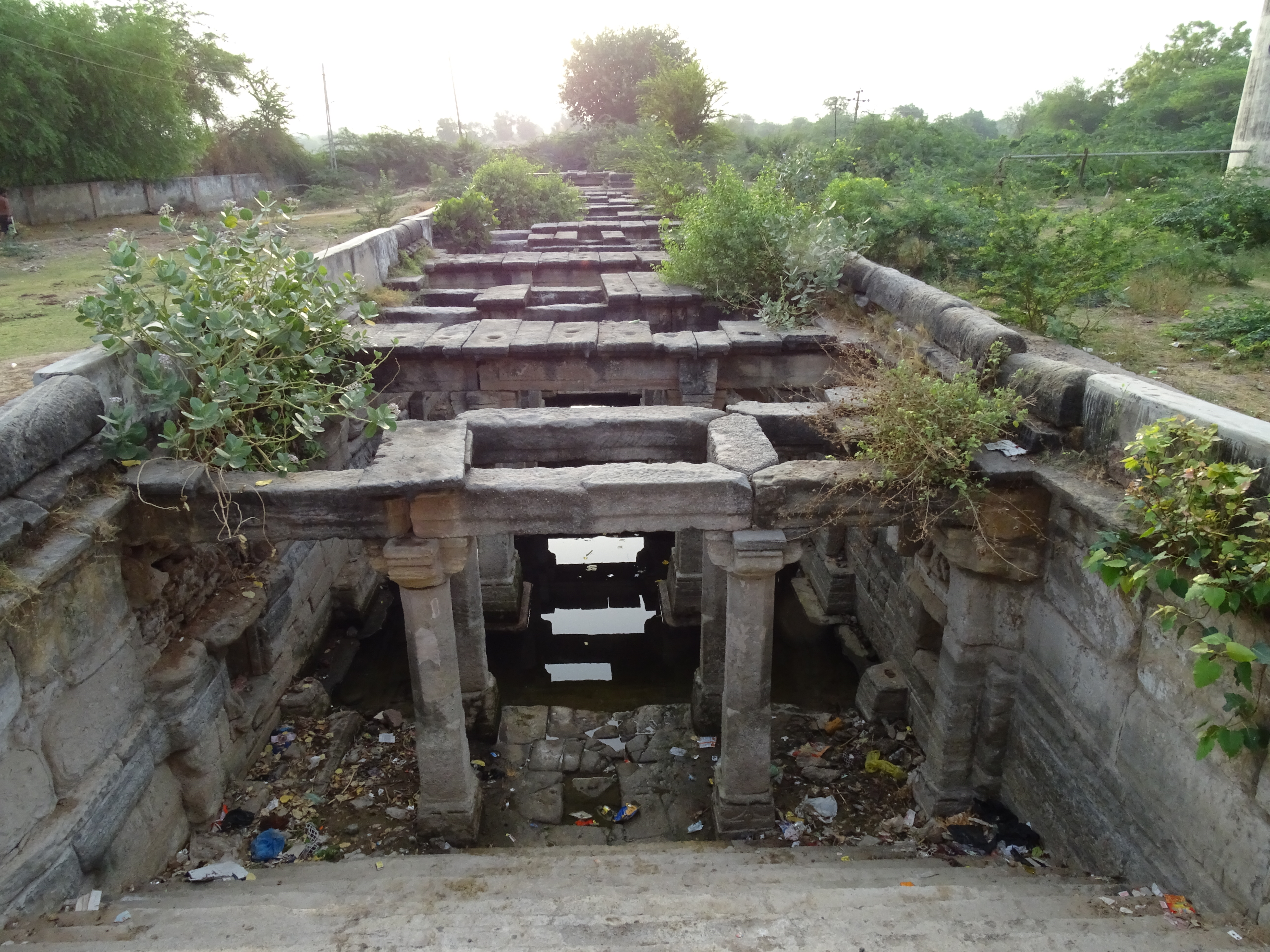
판참 메타 바브

## 교육
학교
- 변칙 식샨 켄드라
- 쉬리 B.N. 고등학교
- 자와하르 나보다야 비디알라야
- 나빈 사르바 비디알라야
- 파타왈리 학교
- 왕립 잉글리쉬 중학교
- 사라스와티 비디아 만디르
- 사르바자닉 비드야얄라이, 바가시
- 바드나가르 여자 고등학교

대학
- 예술 및 상업 대학, 바드나가르
- GMERS 의과 대학, 바드나가르
- 정부 ITI, 바드나가르
- 정부 폴리테크닉, 바드나가르
- 정부 과학 대학, 바드나가르

## 출신 인물
- 나렌드라 모디(Narendra Modi ), 14대 인도 총리
- 샹카르 차우다리, 정치인, 현 구자라트 입법부 의장, 구자라트 정부 보건 및 가족 복지, 의료 교육, 환경(모든 독립 요금) 및 도시 개발부 전 장관
- 아시트 쿠마르 모디, Taarak Mehta Ka Ooltah Chashmah 로 유명한 인도 TV 프로듀서 겸 배우
- Vasant Parikh, 인도의 정치인

## 같이 보기
- 베다 시대
- 서사트라프
- 찰루키아